# Ylijoki (vattendrag i Kajanaland)
Ylijoki är ett vattendrag i Finland.   Det ligger i landskapet Kajanaland, i den centrala delen av landet, 600 km norr om huvudstaden Helsingfors.